# Vuelo 6635 de Iberia
El Vuelo 6635 de Iberia fue un vuelo comercial desde el Aeropuerto de Madrid-Barajas de Madrid hasta el Aeropuerto Internacional José Joaquin de Olmedo de Guayaquil, con escala en el Aeropuerto Internacional Mariscal Sucre de Quito, en donde se produjo el incidente.

## El vuelo
Era un vuelo itinerario de la compañía Iberia que se originaba en Madrid, España hacia Guayaquil, Ecuador vía Quito operado en un Airbus A340-642, matrícula: EC-JFX, nombre: 'Jacinto Benavente',

## El accidente
El accidente se debió a que en el momento del aterrizaje por la pista 35 (desde el sur), en condiciones de pista húmeda y con neblina, la aeronave se posó muy adelante en la pista de aterrizaje y no dentro del primer tercio de la misma. Además, la nave venía a una velocidad demasiado alta y a mucha altura en la aproximación final.
Según el informe final de la DGAC, y por lo que se pudo escuchar en la frecuencia de Quito Torre, el vuelo que tenía 330 personas a bordo realizó una aproximación visual hacia la pista 17 (la más difícil para un avión de la envergadura del Airbus 340-600) en la cual, porque aparente la tripulación no estaba familiarizada con ella, terminó aproximando muy alto, lo que produjo un descenso muy brusco y por lo tanto un toque de ruedas sumamente violento lo que causó el colapso y explosión del juego de neumáticos del tren de aterrizaje derecho.
Al percatarse de lo sucedido, el comandante de la aeronave preguntó al controlador de la torre si observaba fuego o humo en los neumáticos, lo cual negó. La tripulación del Iberia frenó inmediatamente para así evitar una posible salida de la pista y por lo tanto, una catástrofe mayor que habría recordado lo sucedido a un avión de TAM semanas antes en Brasil.